# Ипшемуаби I

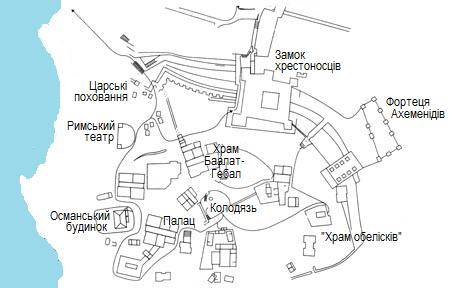
Археологический парк Библа

Ипшемуаби I (Япит-шему-аби; финик. Ip-shemu-abi, Yapit-shemu-abi) — царь Библа в начале XVIII века до н. э.

## Биография
Ипшемуаби I известен, прежде всего, своей гробницей (№ II) в царском некрополе Библа. Захоронение сохранилось почти полностью. В том числе, в нём обнаружены несколько ценных археологических находок. Могила Ипшемуаби I значительно богаче захоронения его отца Абишему I, преемником которого на престоле Библа он был. При археологических раскопках в склепе Ипшемуаби I был обнаружен выдолбленный из белого известняка саркофаг. Возле него находились различные предметы, первоначально положенные в глиняные сосуды: золотой венец, позолоченное оружие, зеркала, вероятно, египетского происхождения, золотое украшение с драгоценными камнями и картушем с именем Ипшемуаби I. Здесь же стоял отделанный золотом ларец из обсидиана, с нанесённым на нём именем фараона Аменемхета IV, а также серебряный сосуд. Возможно, эти предметы были изготовлены в Египте, или сделаны в самом Библе, но по египетским образцам. Это свидетельствует о тесных связях Библа с Египтом при Ипшемуаби I и его отце Абишему I. Тело царя сохранились только частично.
Имя Ипшемуаби I содержится на двух артефактах, при этом на одном из них он упомянут как «сын Абишему». Он наделён египетским титулом Hati-a-en-kupna (ḥ3.tj-ˁ-n-kpn), то есть «градоправитель Библа». Вероятно, Ипшемуаби I рассматривался фараонами только как наместник, однако использование правителем Библа картуша для записи своего имени свидетельствует о его значительной самостоятельности в управлении принадлежавшими ему владениями.
На основании археологических находок, показывающих Ипшемуаби I современником фараона Аменемхета IV, правление этого царя Библа датируется началом XVIII века до н. э. (иногда более точно: между 1795—1780 годами до н. э.). Преемственность дальнейших библских правителей точно не известна. Она устанавливается только на соотнесении правлений того или иного монарха с правлениями египетских фараонов, артефакты с именами которых находят в царских захоронениях. В результате этого, одна часть современных историков считает преемником Ипшемуаби I царя Якинэля, другая — Абишему II.

## Комментарии
1. ↑  Имя Ипшемуаби I имеет аморейское происхождение[1].